# フィリピン大学ビサヤ・タクロバン校
フィリピン大学ビサヤ・タクロバン校（英: University of the Philippines Visayas Tacloban College、UPVTC）はフィリピンの大学である。フィリピン大学のサテライトキャンパスであり、フィリピン大学ビサヤ校の一部として1973年5月23日に設立された。

## 歴史
フィリピン大学（UP）第823回会議にて、評議員達がタクロバン校を立ち上げた。設立は1973年5月23日となっているが、公認されたのは7月2日になってからであった。10年後、理事長命令第4号により、ビサヤ校の監督下におかれることになった。

## 学部
学部は4つに分かれている
- 人文学部
- 経営学部
- 自然科学・数学部
- 社会科学部